# إيبك أونجون
تعد إيبك أونجون كاتبة تركية.
تخرجت إيبك أونجون في عام 1961 من قسم الأدب بكلية البنات الأمريكية والذي يعد إسمها الحالي هو كلية روبرت. بدأت إيبك أونجون حياتها الأدبية بقيامها بالترجمة في مجلة «الأشقاء الحديثي الولادة» وذلك حينما كانت تدرس في المدرسة الثانوية. وفي عام 1980 أول رواية من أجل الأطفال لها بعنوان «أصدقاء الخطاب». وهي تعد أول رواية لها قد كتبتها من أجل الشباب البالغين السابعة عشر من عمرهم.ثم بعد ذلك قد استخدمت إيبك أونجون قلمها في دراساتها في مجال الروايات من أجل كل الشباب، والتنمية دائماً من أجل الشباب وثقافة الحياة. وفي عام 1991 حازت إيبك أونجون على جائزة «الكتاب الذهبي» في توياب. وقد منحتها نوادي توروس، والبحر الأبيض وتارابيا روتاري جوائز «الخدمة المهنية» لعام 1995 – 1996 ، 2003 – 2004 و 2006 وذلك بسبب الأعمال التي قامت بها من أجل الشباب. وفي عام 1998 أنٌتخبت كأنجح كاتبة بالعام وذلك إثر الإستفتاء الذي أجُري في هيئة المحلفين الشعبية واشترك به 250 ألف شخصاً بشركة أوريفليم. وفي عام 2009 قد منحها نادي إيتشيل سوروبتيميست «جائزة المرأة الناجحة». وفي عام 2010 قد أعٌلن عن أن الكاتبة الأكثر قراءة لكتبها في المكتبات هي إيبك أونجون وذلك في نتائج البحث بجمعية أمناء المكتبات التركية. وفي عام 2012 حازت إيبك أونجون على جائزة «الفن كوكوروفا الدولية». وتقدم إيبك أونجون خدمات للشباب وتجعلهم أولا يحبون القراءة والكتابة ثم بعد ذلك تتعاون مع الشباب مرة أخرى في حل مشاكلهم المعقدة في تلك الفترة. قد تزوجت إيبك أونجو وأنجبت طفلتين شابتين وواصلت حياتها الأدبية في مرسين حيث أنها قد أحبتها كثيراً. وقد أصدرت الكاتبة آخر كتاب لقرائها في عام 2013 بعنوان «ماذا لو كانت الحياة أكثر صعوبة على الشباب ؟».

## أعمالها
•	ماذا لو كانت الحياة أكثر صعوبة على الشباب؟
•	كتاب سري لفتاة بالغة
•	من بين الأصدقاء
•	على أقدامهم
•	خطوة بخطوة في الحياة
•	هذه هي الحياة
•	الآن هو الوقت المناسب
•	و تستمر الحياة
•	عندما تذهب وتجري الأيام
•	ليتني كنت بدونك
•	حينما نجلس على مكان الحجارة
•	عصابة الأوغاد
•	أصدقاء الخطاب
•	أصدقاء المعسكر
•	السابعة عشر عاماً
•	وهج الصباح
•	الحياة هي بصيص
•	هذه هي حياتك
•	من فضلك فهمني
•	السلوكيات الحساسة
•	نصف التفاح والحصول على القلب
•	يوميات مايا – هيا بنا نتعرف
•	يوميات مايا – هذه هي عائلتي
•	يوميات مايا – يوم جميل
•	يوميات مايا – هيا بنا إلى المسرحية